# El nebot del mag
El nebot del mag (en anglès: The Magician's Nephew) és una novel·la fantàstica creada per l'escriptor irlandès C.S. Lewis, essent el primer llibre per ordre cronològic i el sisè per ordre de publicació de la sèrie Les Cròniques de Nàrnia.
El llibre és considerat com una preqüela de la sèrie, ja que explica els esdeveniments que succeïren abans del primer llibre publicat, El lleó, la bruixa i l'armari (publicat el 1950, mentre que El nebot del mag ho fou el 1955). En els esdeveniments explicats es relata la mateixa creació del món de Nàrnia per Aslan, i del protagonisme que tingué Digory Kirke, un nen londinenc de finals del segle xix, i altres personatges en els successos que més tard passarien en els altres llibres, especialment en el següent per ordre cronològic.